# Fritz Wolf (Karikaturist)

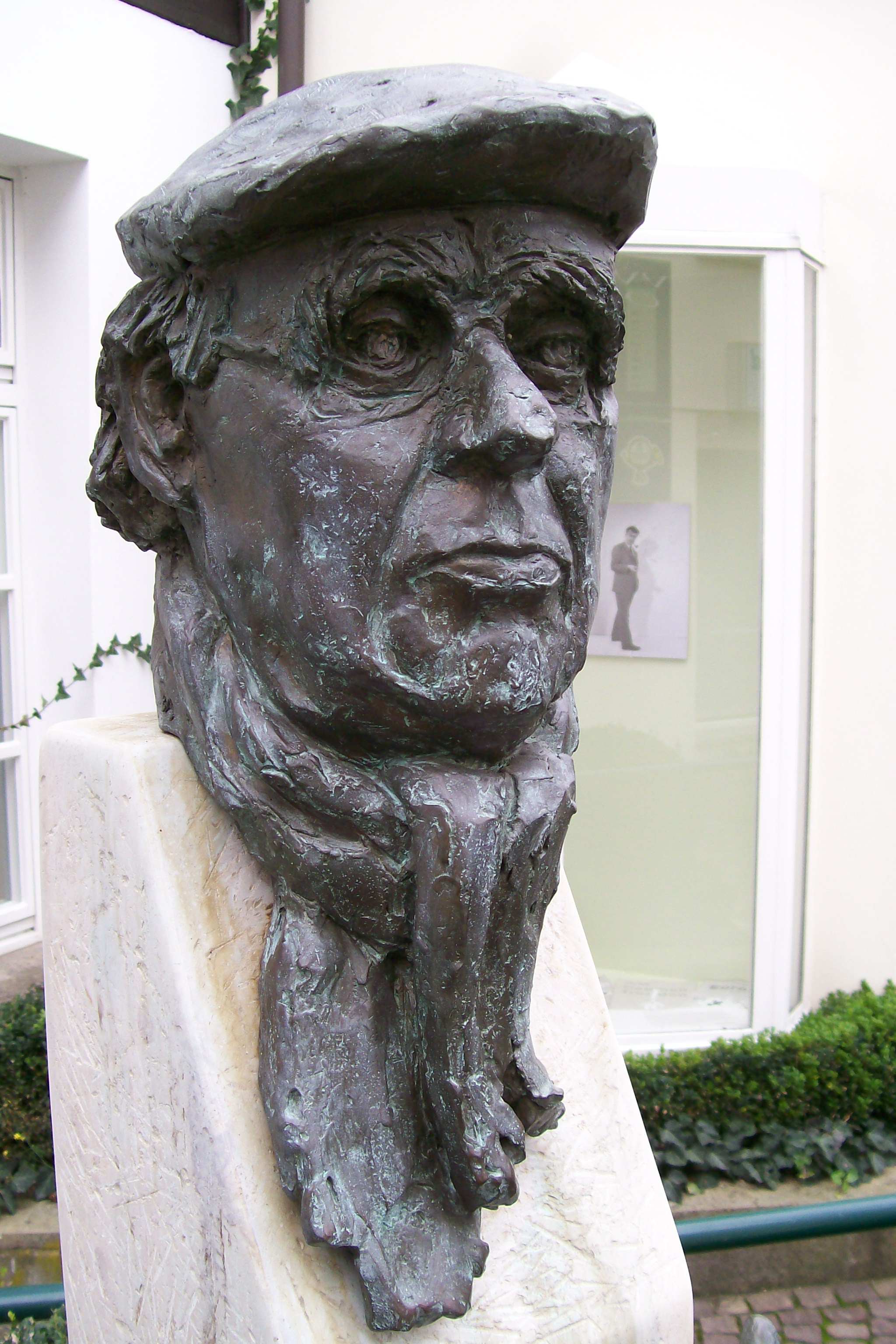
Fritz Wolf, Büste von Werner Klenk

Fritz Wolf (* 7. Mai 1918 in Mülheim an der Ruhr; † 23. Dezember 2001 in Bad Rothenfelde) war ein deutscher Grafiker und Karikaturist. Er arbeitete für die Tageszeitung Die Welt, war 35 Jahre lang Mitarbeiter der Illustrierten stern und 25 Jahre Mitarbeiter der Frauenzeitschrift Brigitte. Seit 1952 war er Hauskarikaturist der Neuen Osnabrücker Zeitung.

## Werdegang
Er stammte aus einer Mülheimer Familie mit sieben Kindern. Fritz Wolf, der älteste Sohn, machte nach dem Schulabschluss 1934 eine Lehre als Chemigraf. Diesen Beruf übte er aus, bis er zum Wehrdienst einberufen wurde. In dieser Zeit war Achilles Markowsky, der spätere Begründer der nicht mehr existierenden Neuen Tagespost in Osnabrück, sein Vorgesetzter.
Nach Ende des Zweiten Weltkrieges verdiente Wolf seinen Lebensunterhalt durch das Bemalen von Lampenschirmen. Er volontierte in einem grafischen Atelier und studierte 1948 und 1949 Gebrauchsgrafik an der Folkwang-Werkkunstschule in Essen.
1949 zog er mit seiner Frau Edith, geborene Meyerhoff, nach Osnabrück (Niedersachsen), wo er zunächst in der Wittkopstraße im Stadtteil Sonnenhügel lebte. In Osnabrück arbeitete er zunächst als Gebrauchsgrafiker und veröffentlichte erste Karikaturen in der Neuen Tagespost. 1952 wandte er sich der politischen Karikatur zu und wurde von der Neuen Osnabrücker Zeitung verpflichtet, der er bis zu seinem Tod verbunden blieb. Daneben wurden seine Arbeiten in in- und ausländischen Publikationen veröffentlicht, darunter in Time and Tide (Großbritannien). Wolf trat 1969 der SPD bei. 2001 starb er nach schwerer Krankheit im Kurort Bad Rothenfelde im Landkreis Osnabrück.
Osnabrücks damaliger Oberbürgermeister Hans-Jürgen Fip würdigte den überzeugten Wahl-Osnabrücker Fritz Wolf in einem Nachruf als herausragenden Vertreter der zeitgenössischen Karikatur, der seine politischen und gesellschaftskritischen Beobachtungen stets auf den Punkt gebracht habe. Fip erklärte: „Seine nachdenklichen, satirischen oder auch heiteren Zeichnungen schärften den Blick für das Wesentliche und wurden von zahllosen Lesern renommierter Zeitungen und Illustrierten geschätzt.“ Der Künstler habe am kulturellen Leben der Stadt regen Anteil genommen. Die Stadt Osnabrück werde sein Lebenswerk und sein künstlerisches Vermächtnis pflegen und sich für die Wertschätzung der politischen Karikatur über ihre Tagesaktualität hinaus einsetzen.

## Auszeichnungen
- 1979 Niedersachsenpreis für Publizistik
- 1979 Justus-Möser-Medaille der Stadt Osnabrück
- 1994 Kunstpreis des Landschaftsverbandes Osnabrück

## Ehrungen

### Fritz-Wolf-Denkmal
Die Stadt Osnabrück ehrte den Karikaturisten mit dem Fritz-Wolf-Denkmal, zwischen Fritz-Wolf-Platz und Fritz-Wolf-Passage an der Krahnstraße, in der Nähe des Osnabrücker Rathauses. Das Denkmal wurde am 12. Mai 2003 enthüllt und zeigt die Büste Wolfs mit Schiebermütze und Schal auf einer steinernen Stele. Am Sockel des Denkmals sind ein Blatt Papier mit Federhalter und Tintenfass dargestellt. Das Denkmal ist das Werk Werner Klenks (* 1942).

### Fritz-Wolf-Anlage
Zu Ehren von Fritz Wolf, der ein begeisterter Tennisspieler war, wurde am 23. August 2003 in Osnabrück-Nahne das Fritz-Wolf-Gedächtnisturnier veranstaltet und die Tennisanlage des TuS Nahne in Anwesenheit seiner Witwe Edith Wolf und des Ortsbürgermeisters Erich Lauven in Fritz-Wolf-Anlage umbenannt. Im Vereinsheim wurden Sportkarikaturen ausgestellt.

### Fritz-Wolf-Gewölbe
Nach Wolfs Tod erhielt ein Gewölberaum in Wolfs Stammlokal, der traditionsreichen Osnabrücker Gaststätte Holling, den Namen „Fritz-Wolf-Gewölbe“. Auch in anderen Räumen des Hollings dienen Karikaturen Wolfs als Wandschmuck.

## Werke
- Adenauer: Mein Leben (1965)
- Die Lage war noch nie so ernst (1965)
- Ich der Kanzler (1966)
- Sauerland bleibt Sauerland (1966)
- Lieben Sie Parties? (1967)
- Die vollkommene Mischehe (1968)
- Bilder aus der Provinz (mehrere Bände)
- Bon(n)bons (mehrere Bände)
- Fritz Wolf (1978)
- Das Mäuslein und der Elefant (1979)
- Touren mit Töchtern (1981)
- Streifschüsse (1982)
- Wissen Sie noch? (1987)
- Der mit dem Wolf lacht
- Gaumenfreuden (2002)
- Karikaturen (mehrere Bände)
- Ich bin ein Osnabrücker (Privatdruck, 2004)

Fritz Wolf veröffentlichte außerdem mehrere Bücher in plattdeutscher Sprache.

## Fritz-Wolf-Gesellschaft
Am 17. Juni 2003 wurde die Fritz-Wolf-Gesellschaft als gemeinnütziger Verein gegründet. Vorsitzender ist Marcus Wolf, der Neffe des Künstlers. Ziel der Gesellschaft ist es, das Werk Fritz Wolfs zu bewahren und zu veröffentlichen. So wurde am 5. November 2003 die Ausstellung Parteien & Politiker in Berlin im Haus der Deutschen Parlamentarischen Gesellschaft, dem ehemaligen Reichstagspräsidenten-Palais hinter dem Reichstag, eröffnet. Die Gesellschaft kooperiert mit der Fritz-Wolf-Stiftung.

## Ausstellungen
Die Fritz-Wolf-Gesellschaft veranstaltet regelmäßig Ausstellungen mit den Werken Fritz Wolfs.
- Gaumenfreuden, Bistro Sophie Charlotte, Bad Iburg (1. Dezember 2003 bis 29. Februar 2004)
- Die 50er Jahre, Galerie Clasing und Langer, Osnabrück (2. August bis 24. August 2003)
- Parteien & Politiker, Bibliothek der Universität Osnabrück (Frühjahr 2004)
- Zeitgeschichte im Spiegel der Karikatur, Gesamtschule Schinkel in Osnabrück (24. Oktober bis 10. November 2004)
- Zeitgeschichte im Spiegel der Karikatur, Johannes-Kepler-Gymnasium in Ibbenbüren (14. bis 21. Juni 2004)
- Werkauswahl, Kulturhaus Schafstall in Bad Essen (20. August bis 17. Oktober 2004)
- Werkauswahl, Hollager Hof in Wallenhorst, (11. November bis 5. Dezember 2004)
- Werkauswahl, Museum Villa Stahmer in Georgsmarienhütte (30. Januar bis 13. März 2005)
- Kunstpassage in der Vertretung des Landes Niedersachsen bei der Europäischen Union in Brüssel (3. Mai bis 25. Juli 2005)
- Europa, Stadthaus Osnabrück (6. Dezember 2005 bis 6. Januar 2006)

Geplant sind 2006/2007 Ausstellungen im Niedersächsischen Landtag in Hannover, 2008 im Wilhelm-Busch-Museum Hannover sowie zu einem späteren Zeitpunkt in Wolfs Geburtsort Mülheim an der Ruhr im Museum Alte Post.

## Fritz-Wolf-Stiftung
Die Fritz-Wolf-Stiftung verwaltet den größten Teil der Originalzeichnungen von Fitz Wolf, dessen Werk mehr als 15.000 Arbeiten umfasst. Sie archiviert seine Werke, befasst sich mit der Pflege nach konservatorischen Gesichtspunkten und erfasst die Zeichnungen digital. Sie fördert junge Karikaturisten durch den Fritz-Wolf-Nachwuchsförderpreis für Karikatur und Cartoon. Die Stiftung hat sich zum Ziel gesetzt, die Stadt Osnabrück und die Universität zu einem Zentrum für die Sammlung, Erforschung und Veröffentlichung politischer Karikaturen zu machen und führt Veranstaltungen zur Geschichte, Wirkung und Entwicklung der politischen Karikatur in Deutschland und Europa durch. Außerdem ist ihr Ziel eine Dauerausstellung der Arbeiten Fritz Wolfs. Die Stiftung nutzte in den Anfangsjahren Räume der Universität Osnabrück, bei der sie als universitätsnahe Einrichtung eingetragen ist. Inzwischen ist das Depositum im Landesarchiv untergebracht.

## Fritz-Wolf-Nachwuchsförderpreis
Der Fritz-Wolf-Nachwuchsförderpreis für Karikaturisten und Cartoonisten wurde 2005 zum dritten Mal vergeben. Zum ersten Mal wurde er noch zu Lebzeiten Fritz Wolfs im Jahr 2000, seit seinem Tod im Jahr 2002 und 2005 von der Stadt Osnabrück vergeben.
Preisträger 2002:
1. Anja Klauss (*) aus Fischbach (Schwarzwald)
2. Anna Zimmermann (* 1971) aus Berlin
3. Annika Langosch (* 1969) aus Berlin

Preisträger 2005:
1. Marina Markevitch aus Weißrussland
2. Andreas Güde aus Offenbach
3. Jacek Lanckoronski aus Polen